# Ана Палеологина (ћерка Михаила IX)
Ана Палеолог (умрла 1320. године, Greek: Ἅννα Παλαιολογίνα), била је византијска принцеза и деспина - супруга (василиса) Епирске деспотовине.
Била је ћерка византијског цара - савладара Михаила IX Палеолога и његове жене царице Рите Јерменске. Већ 1304. године, њену руку тражила је епирска намесница деспина Ана Палеолог Кантакузин за свог сина деспота Тому I Комнина Дуку; брак је на крају склопљен око. 1307. Када је деспота Тому I 1318. године, убио његов сестрић Никола Орсини, овај је узео деспину Ану за жену. Умрла је 1320. године.

## Рефeренце
1. 1 2 3  PLP, 21344. Παλαιολογίνα ῎Αννα.